# Lissoporcellana
Lissoporcellana is een geslacht van kreeftachtigen uit de klasse van de Malacostraca (hogere kreeftachtigen).

## Soorten
- Lissoporcellana demani Dong & Li, 2014
- Lissoporcellana flagellicola Osawa & Fujita, 2005
- Lissoporcellana furcillata (Haig, 1965)
- Lissoporcellana miyakei Haig, 1981
- Lissoporcellana monodi Osawa, 2007
- Lissoporcellana nakasonei (Miyake, 1978)
- Lissoporcellana nitida (Haswell, 1882)
- Lissoporcellana pectinata Haig, 1981
- Lissoporcellana quadrilobata (Miers, 1884)
- Lissoporcellana spinuligera (Dana, 1853)